# Доротеј Пустињак
Преподобни Доротеј (грч. Ϫωροθεος; ум. крајем 4. века) - египатски светитељ и пустињак. 
Поштује се као светитељ у православној цркви 29. септембра (16. септембра по јулијанском календару).
Доротеј је био из Теваиде; око 328. године постао је један од тевадских пустињака, живећи у такозваним „ћелијама пустињака“, на западној страни Нила, близу Александрије. 
Паладије Еленопољски, епископ Јеленопољски, који је неко време био ученик преподобног оца Доротеја и очевидац његових испосничких подвига, пише о њему : 
"Старац Доротеј проведе шездесет година у једној пештери, водећи врло строг живот. Веома трудољубив, он је преко целога дана, па и у само врело подне, скупљао камење у приморској пустињи и стално зидао од њих келије, и онда их давао онима који нису могли сами себи да саграде. А када му ја, вели Паладије, једном рекох: "Зашто, оче, у таквој старости мучиш тело своје на оваквој врућини?" он ми одговори: "Оно мучи мене, а ја ћу мучити њега"
Он је дневно јео мало сувога хлеба и прегршт зелени, и пио по мало воде. Бог ми је сведок, ја га никад нисам видео да је испружио ноге, или да је легао да спава на рогози или на постељи, него је по сву ноћ седео и плео корпе од палмовог прућа, и тиме зарађивао себи хлеб. Држећи да је он због мене почео водити овако строг подвижнички живот, ја се стадох марљиво распитивати код многих његових ученика, да ли се он целог живота тако подвизавао, и они ми говораху: он измлада живи тако, никада није намерно легао да спава, осим што је за време рада, или за време јела, заклапао очи тренутно, тако да му је често и залогај испадао из уста од велике санљивости. Једном када сам покушао да овог светог човека принудим да мало прилегне на рогозу, он ми узбуђено рече: "Ако анђеле наговориш да некад заспе, онда ћеш наговорити и ревносног подвижника".
Паладије извештава да је Доротеј живео у пустињи око шездесет година. Паладијев ментор, презвитер Исидор, упутио га је да „остане с њим три године да укроти страсти“, али Паладије није могао да издржи овај период. Бројни истраживачи наводе 395. годину као годину смрти  Доротеја.
Паладијево житије је укључено у радове историчара као што су Созомен, Касиодор и Никифор Калист. У другој половини 12. века житије о Доротеју се појављује у руском Прологу.